# Honey Grove
Honey Grove es una ciudad ubicada en el condado de Fannin en el estado estadounidense de Texas. En el Censo de 2010 tenía una población de 1.668 habitantes y una densidad poblacional de 212,55 personas por km².

## Geografía
Honey Grove se encuentra ubicada en las coordenadas 33°35′17″N 95°54′31″O / 33.58806, -95.90861. Según la Oficina del Censo de los Estados Unidos, Honey Grove tiene una superficie total de 7.85 km², de la cual 7.74 km² corresponden a tierra firme y (1.39%) 0.11 km² es agua.

## Demografía
Según el censo de 2010, había 1.668 personas residiendo en Honey Grove. La densidad de población era de 212,55 hab./km². De los 1.668 habitantes, Honey Grove estaba compuesto por el 77.4% blancos, el 14.93% eran afroamericanos, el 0.78% eran amerindios, el 0.18% eran asiáticos, el 0% eran isleños del Pacífico, el 3.9% eran de otras razas y el 2.82% pertenecían a dos o más razas. Del total de la población el 11.57% eran hispanos o latinos de cualquier raza.